# USS 보니타 (SSK-3)
USS 보니타 (SSK-3/SS-552)는 바라쿠다급 잠수함의 세 번째 함이다. 이 이름이 사용된 함선으로는 네 번째 함선이며, 함명은 어류의 하나인 가다랑어에서 따왔다.
처음에는 뉴욕 조선 회사에서 건조하기로 되어있었지만, 후에 메어 섬 해군 조선소로 옮겨져, 1950년 5월 19일 기공되었다. 1951년에는 6월 21일, J.S. 클라크 여사의 후원으로 K-3이라는 이름으로 진수되었고 1952년 1월 11일 에릭 E. 허플리 소령의 지휘 아래 취역했다.
1952년 5월 15일, K-3는 진주만의 제 7 전대에 소속되어 여러 임무를 수행하고 1956년 8월과 9월에는 알래스카로 항해했다. 1955년 12월 15일, 함명이 보니타로 변경되었고, 1958년 11월 7일에 퇴역했다. 그 후 1959년 8월 15일에는 SS-552로 함번이 변경되었다.